# Família Nehru-Gandhi

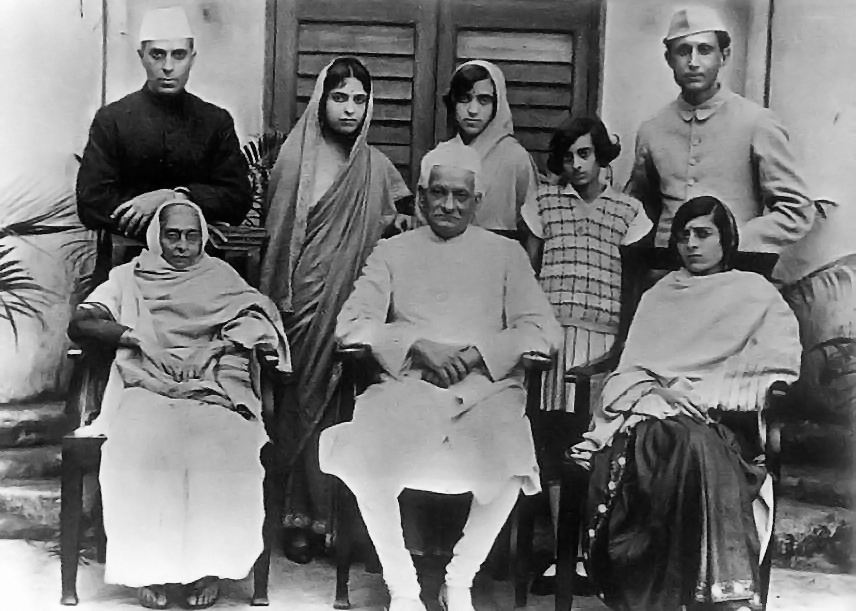
A família de Motilal Nehru em 1927. Em pé, da esquerda para a direita: Jawaharlal Nehru, Vijaya Lakshmi Pandit, Krishna Hutheesing, Indira Gandhi e Ranjit Pandit; sentados: Swaroop Rani, Motilal Nehru e Kamala Nehru.

A Família Nehru-Ghandy é uma família política indiana que ocupou um lugar de destaque na política da Índia. O envolvimento da família tradicionalmente gira em torno do Congresso Nacional Indiano, já que vários membros tradicionalmente lideram o partido. Três membros da família – Jawaharlal Nehru, Indira Gandhi e Rajiv Gandhi – serviram como primeiro-ministro da Índia, enquanto vários outros foram membros do parlamento.
The Guardian escreveu em 2007, "a marca Nehru não tem igual no mundo - um membro da família esteve no comando da Índia por 40 dos 60 anos desde a independência. O fascínio da primeira família da Índia combina o direito de governar da monarquia britânica com o glamour trágico do clã Kennedy da América."
O sobrenome Gandhi veio de Feroze Gandhi, um político de ascendência Gujarati Parsi, que mudou a grafia de seu sobrenome, de Ghandy para Gandhi, depois de ingressar no movimento de independência para torná-lo igual ao de Mahatma Gandhi (sem parentesco).  Indira Priyadarshini Nehru (a filha de Jawaharlal Nehru) casou-se com Feroze Gandhi em 1942 e adotou seu sobrenome.